# Síndrome de adaptación espacial

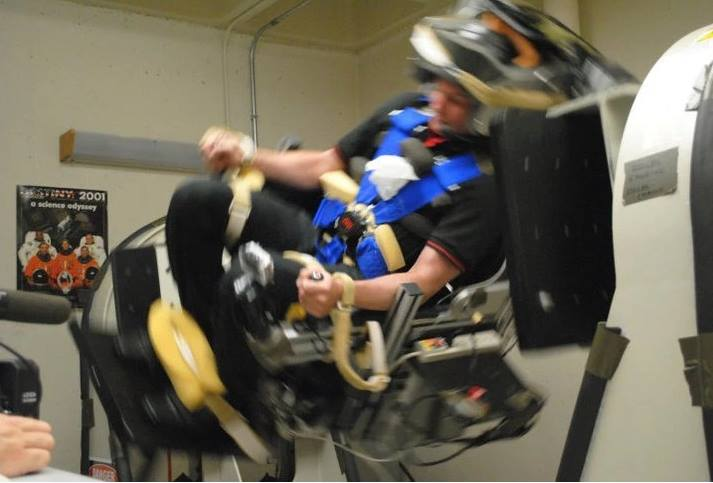
Christopher Altman realizando una prueba de mareo por movimiento espacial y un protocolo de aclimatación en el Laboratorio de Orientación Espacial Ashton Graybiel (AGSOL)

El síndrome de adaptación espacial (SAS) es la forma específica de cinetosis que sufren los astronautas durante un viaje por el espacio y su causa es la ausencia de gravedad. Reduce el rendimiento de los astronautas durante los primeros días de vuelo espacial, pero normalmente la adaptación se produce a los pocos días. Debe evitarse el movimiento excesivo que empeora los síntomas.